# Зимовнов, Андрей Афанасьевич
Андрей Афанасьевич Зимовнов (19 июля 1921 года, хутор Черновский, Верхне-Донской округ, Донская область — 2002 года, Ростов-на-Дону) — помощник Михаила Александровича Шолохова, основатель Старочеркасского историко-архитектурного музея-заповедника. Участник Великой Отечественной войны. Награждён орденом Отечественной войны 1-й степени (1985), медалями «За отвагу» (1945), «За освоение целинных и залежных земель» (1962). Член КПСС (1943). 

## Биография
Андрей Афанасьевич родился 19 июля 1921 года в крестьянской семье. Во время Великой Отечественной войны служил в войсках Дальневосточного фронта на Сунгарийском направлении.
В 1951 году Андрей Афанасьевич Зимовнов заочно окончил исторический факультет Ростовского педагогического института и Ростовскую Высшую партийную школу. Был на партийной работе. Работал директором Ростовского облкниготорга (1961—1962), помощником председателя облисполкома (1962—1965), директором Ростовского краеведческого музея (1967—1971), музея-заповедника в станице Старочеркасская (1970—1983).
В 1965 году Андрей Афанасьевич работал корреспондентом газеты «Правда» и был приглашён стать личным помощником (секретарём) Михаила Александровича Шолохова (январь 1965 — июнь 1967; 1972—1977). М.А. Шолохов ценил профессиональные и личностные качества Андрея Афанасьевича Зимовнова, тепло относился к нему. Андрей Афанасьевич сопровождал М.А. Шолохова в поездках по СССР, а также за рубеж (Венгрия, 1965).
Во время работы помощником Шолохова Зимовнов А.А. вёл дневниковые записи, в которых нашли отражение события личной жизни писателя, его зарубежные поездки, интервью журналистам, беседы с родственниками и станичниками. В 1999 году Андрей Афанасьевич Зимовнов опубликовал их в книге  «Шолохов в жизни. Дневниковые записки секретаря».
После смерти Михаила Александровича Шолохова Андрей Афанасьевич стал одним из инициатором создания Государственного музея-заповедника Шолохова.
Архив Андрея Афанасьевича Зимовнова, в котором, кроме его записных книжек, имеются письма к писателю, редкие фотографии (всего более 700 единиц), в 2009 году был передан Государственному музею-заповеднику Шолохова. В архиве сохранены уникальные документы, например, письмо Л.И. Брежнева к Шолохову от 12 декабря 1966 года:
Узнал, что ты в Москве и очень обрадовался, имею в виду, что встречусь с тобой, есть нужда поговорить и посоветоваться.

## Награды и звания
- Орден Отечественной войны II степени

- Медаль «За отвагу» (СССР)

- Медаль «За освоение целинных земель»